# José Francisco Conrado de Villalonga
José Francisco Conrado de Villalonga (Palma, 1940) és un advocat i titulat en diferents cursos de postgrau a la London School of Economics, la St. John's University de Nova York, la American Management Association i el New York Institute of Finance.
Fou delegat del Reial Patrimoni i conseller de Cultura del Consell General Interinsular (1979-83). L'any 1990 fou nomenat delegat general de la Caixa d'Estalvis i Pensions de Catalunya i Balears. El 1996 s'encarregà de la subdirecció general d'aquesta entitat financera i el 2004 fou nomenat director de l'Obra Social i director general de la Fundació "la Caixa". Ha impulsat la creació del Cercle Financer de Balears i l'Associació Balear de Directius. El 2007 va rebre el Premi Ramon Llull.

## Obres
- La procuración real en el Reino de la Almudaina (1991)
- El Real sitio de la Almudaina. Palacio de los Reyes de Mallorca (1992)